# 천사와 악마 (영화)
《천사와 악마》(Angels & Demons)는 댄 브라운의 원작 소설 천사와 악마를 각색한 2009년 미국 영화로, 2009년 5월 15일 개봉하였다. 댄 브라운의 소설을 바탕으로 한 영화 《다빈치 코드》의 후속편이지만, 원작은 소설 《다빈치 코드》보다 출판 시기와 줄거리가 앞선 작품이다. 촬영은 로마와 로스앤젤레스의 소니 픽처스 스튜디오에서 이루어졌다. 톰 행크스가 다시 로버트 랭던으로 출연하며, 론 하워드가 감독, 브라이언 그레이저가 제작, 아키바 골즈먼이 각본을 맡아 전작의 주요 제작진이 계속해서 제작을 담당하였다.
로버트 랭던과 비토리아 베트라라는 두 인물이 CERN의 세계 최대 입자가속기인 거대 하드론 충돌기(LHC)에서 생산된 반물질의 힘으로 바티칸을 파괴하려는 일루미나티를 막으려는 내용이다. 배경은 바티칸 시티와 로마이다.

## 줄거리
가톨릭교회는 비오 16세 교황의 갑작스러운 선종을 애도하며, 바티칸 시국에서 그의 후계자를 선출하기 위한 콘클라베(교황 선출 회의)를 준비한다. 교황청 시종장인 패트릭 맥케나 신부는 사도좌 공석(sede vacante) 동안 임시로 바티칸을 통솔한다.
한편 CERN에서는 실바노 벤티볼리오 신부와 비토리아 베트라 박사가 세 개의 반물질 용기를 제작한다. 베트라가 실험을 평가하러 갔을 때, 그는 실바노가 살해당했고 용기 하나가 도난당한 것을 발견한다. 얼마 지나지 않아 교황 선출 유력 후보인 네 명의 선호 추기경(papabile)들이 일루미나티를 대표한다고 주장하는 한 남성에 의해 납치된다. 그는 바티칸에 경고를 보내, 오후 8시부터 자정까지 매시간 추기경 한 명씩을 살해하겠다고 하며, 자정이 되면 도시 어딘가에 숨겨진 도난당한 반물질이 폭발하여 도시를 파괴할 것이라고 협박한다.
파리와 런던의 시온수도회와 관련된 경험으로 인해, 미국인 상징학자 로버트 랭던 교수가 클라우디오 비첸치의 청으로 바티칸에 초빙된다. 암살자의 협박을 들은 후, 그는 네 명의 추기경들이 고대 원소와 관련된 장소들에 있는 "일루미나티의 길"의 네 제단에서 살해될 것이라고 추론한다. 맥케나는 스위스 근위대장 리히터의 반대에도 불구하고 랭던에게 바티칸 비밀문서고에 접근할 수 있는 권한을 준다. 랭던과 베트라 박사는 갈릴레오 갈릴레이의 금서를 조사하여 첫 번째 제단에 대한 단서를 찾는다. 처음에는 그것이 판테온에 있다고 생각했으나, 결국 키지 예배당임을 알아낸다. 그들이 바티칸 시국 헌병대의 에르네스토 올리베티와 클라우디오 빈첸치와 함께 서둘러 예배당에 도착했지만, 흙 한 움큼으로 질식사하고 "흙"이라는 앰비그램으로 낙인찍힌 에브너 추기경을 구하기에는 이미 늦었다.
키지 예배당의 베르니니 조각상에 남겨진 단서를 따라, 랭던은 두 번째 제단이 성 베드로 광장에 있는 베르니니가 만든 조각임을 발견한다. 그곳에 도착하자, 그들은 폐가 찔리고 가슴에 "공기"라는 앰비그램으로 낙인찍힌 채 치명상을 입은 라마세 추기경을 발견한다. 라마세의 시신에 남겨진 위협적인 쪽지로 인해 베트라는 비오 16세가 뇌졸중으로 사망한 것이 아니라, 그가 혈전증 치료를 위해 복용하던 틴자파린의 과다 투여로 살해되었을 것이라고 의심하게 된다. 이는 맥케나와 베트라가 비밀리에 바티칸 지하 묘지에서 시신을 검사한 후 확인된다. 문서고로 돌아가 추가 조사를 한 후, 랭던과 올리베티, 빈첸치는 산타 마리아 델라 비토리아 성당이 불의 제단임을 확인한다. 그들은 그곳에서 "불"이라는 앰비그램으로 낙인찍힌 채 화형당하는 기데라 추기경을 구하는 데 실패한다. 암살자가 나타나 랭던을 제외한 모든 이를 살해한 후 도주한다.
로마 지도를 참고한 후, 랭던은 마지막 제단이 나보나 광장의 사대강 분수 조각상임을 알아낸다. 두 명의 바티칸 경찰관의 호위를 받으며, 그들은 "물"이라는 앰비그램으로 낙인찍힌 바지아 추기경을 익사시키려는 암살자를 발견한다. 경찰관들은 암살자에게 살해당하지만, 랭던은 주변 사람들의 도움을 받아 바지아를 구출한다. 바지아는 랭던에게 자신이 선호 추기경들과 함께 산탄젤로성에 갇혀 있었다고 말한다.
리히터는 실바노 박사의 일기를 압수하고, 이로 인해 베트라는 그가 공모자라고 확신하게 된다. 랭던, 베트라, 경찰은 산탄젤로성을 급습한다. 랭던과 베트라는 암살자의 은신처를 발견하고, 추기경들에게 사용된 네 개의 낙인을 찾아내며, 없어진 다섯 번째 낙인이 맥케나를 위한 것임을 추론한다. 암살자가 그들과 마주치지만, 둘을 해치지 않고 떠난다. 그는 자신이 "신의 사람들"에 의해 고용되었다고 주장하며 "조심하라"고 경고한다. 탈출용 차량으로 안내된 암살자는 그 차량이 폭발하며 사망한다. 랭던과 베트라는 바티칸으로 이어지는 비밀 통로를 발견하고 맥케나의 운명에 대해 스위스 근위대에 경고한다. 그들은 낙인찍힌 맥케나 위에 서 있는 리히터를 발견한다. 리히터와 공모자로 추정되는 시메온 대주교가 살해된다. 랭던은 죽어가는 리히터의 손에서 열쇠를 회수한다.
반물질 용기가 성 베드로의 무덤에서 발견되며, 5분 후에 폭발할 예정이다. 베트라에 따르면 낮은 온도로 인해 배터리가 조기 방전되어 장치에 반물질을 부유 상태로 유지할 만한 잔여 전하가 충분하지 않다고 한다. 전직 헬리콥터 조종사인 맥케나는 용기를 가지고 헬리콥터를 타고 하늘로 날아오르며, 반물질이 폭발하기 몇 초 전에 낙하산을 타고 탈출한다. 폭발로 인해 바티칸 시국 전체에 강력하고 눈부신 충격파가 퍼지지만, 인명 피해는 없고 교회는 구원받는다. 맥케나는 영웅으로 칭송받으며, 만장일치로 교황으로 선출되어야 한다는 요구가 전해진다.
랭던과 베트라는 리히터의 사무실에서 실바노의 일기를 회수하고, 그가 의료상의 이유로 숨겨진 보안 카메라를 통해 교황을 감시했음을 알아낸다. 랭던이 리히터에게서 회수한 열쇠를 사용하여, 맥케나가 공격의 진짜 배후였음을 발견한다. 교황은 실바노에게 반물질을 신성한 힘의 증거로 공개적으로 발표하도록 초청했었는데, 이는 종교와 과학 사이의 간극을 메우고 그들 간의 갈등을 종식시킬 수 있는 잠재력이 있었다. 맥케나는 이러한 주장을 신성모독으로 여겨, 비오 16세의 죽음을 계획하고 암살자를 고용했으며, 일루미나티를 희생양 삼아 자신이 교황으로 선출되도록 획책했다. 이 영상은 교황 선출 회의에 공개된다. 자신의 정체가 탄로났음을 깨달은 맥케나는 분신자살한다.
다음 날 아침, 바지아 추기경이 새 교황으로 선출된다. 그는 교황 이름으로 루카를 선택하는데, 이는 성경의 루가가 의사이자 사도였던 점을 암시하며 상징적으로 과학과 종교 사이의 간극을 메우는 의미를 지닌다. 바티칸은 또한 맥케나가 낙하산 착륙 시 입은 부상으로 사망했다고 발표하며, 이로 인해 그가 배후였다는 사실을 모르는 사람들로부터 성인 추대 요구가 일어난다. 새로운 교황청 시종장이 된 슈트라우스 추기경은 도움에 대한 감사의 표시로 갈릴레오의 책을 랭던에게 주며, 유언을 통해 바티칸으로 반환해 줄 것을 요청한다. 루카 교황은 랭던과 베트라에게 감사의 눈짓을 보낸 후, 발코니로 나가 아래의 군중들을 맞이하고 교황으로서의 첫 번째 전통적인 우르비 에트 오르비를 전한다.

## 캐스팅
- 톰 행크스 - 하버드 대학의 기호학 교수 로버트 랭던 역
- 아예렛 주러 - 일루미나티에게 실험으로 얻은 반물질을 뺏긴 CERN 과학자 비토리아 베트라 역
- 이완 맥그리거 - 궁무처장 카를로 벤트레스카 역
- 스텔란 스카르스고르드 - 스위스 근위대 사령관 올리베티 역
- 니콜라이 리 코스 - 일루미나티의 암살자 역
- 아르민 뮐러슈탈 - 콘클라베 진행자 모르타티 추기경 역

## 제작

### 개발
2003년, 소니 픽처스는 댄 브라운 작가와의 계약을 통해 《천사와 악마》와 《다빈치 코드》의 영화화 판권을 획득했다. 2006년 5월, 《다빈치 코드》의 영화 각색을 맡았던 각본가 아키바 골즈먼이 《천사와 악마》의 각색을 위해 소니 픽처스에 고용되었다. 촬영은 원래 2008년 2월에 시작하여 2008년 12월 19일에 개봉할 예정이었으나, 2007~2008년 미국작가조합 파업으로 인해 2009년 5월 15일로 개봉이 연기되었다. 데이비드 켑이 촬영 시작 전 각본을 다시 작성했다.
론 하워드 감독은 많은 사람들이 《다빈치 코드》 이후에 원작 소설을 읽었다는 점을 고려하여 《천사와 악마》를 전작의 프리퀄이 아닌 속편으로 다루기로 결정했다. 그는 랭던이 이미 한 번의 모험을 겪어 더 자신감 있는 인물이 되었다는 아이디어를 선호했다. 하워드는 또한 이 소설이 《다빈치 코드》보다 덜 유명했기 때문에 이야기를 각색하는 데 있어 더 자유로웠다고 한다. 제작자 브라이언 그레이저는 《다빈치 코드》를 각색할 때 너무 "경건하게" 접근해서 결과적으로 "약간 길고 연극적"이 되었다고 말했다. 이번에는 "랭던이 멈춰 서서 연설하지 않으며, 말할 때도 계속 움직인다"고 언급했다. 하워드는 "이 작품은 현대성과 고대성의 충돌, 그리고 기술과 신앙의 대립에 관한 것이어서 이러한 주제와 아이디어들이 훨씬 더 활동적인 반면, 전작은 많은 부분이 과거에 머물러 있었다. 두 이야기 사이의 분위기는 본질적으로 매우 다르다"고 동의했다.

### 소설과 영화의 차이점
- 소설에서는 콘클라베가 대중의 관심을 거의 끌지 못하지만, 2005년 교황 베네딕토 16세 선출에 대한 큰 국제적 관심을 고려해 이는 시대에 뒤떨어진 것으로 판단되었다.[8]
- CERN 소장 막시밀리안 콜러 캐릭터는 영화에 등장하지 않는다.
- 이탈리아인 교황청 시종장 카를로 벤트레스카가 아일랜드인 패트릭 맥케나로 변경되어 이완 맥그리거가 연기했다.
- 랭던을 미국에서 제네바, 로마로 이동시키는 록히드 마틴 X-33는 영화에서 등장하지 않는다.
- 영화에서는 랭던의 CERN 방문이 생략되었다.
- 소설에서는 올리베티 사령관이 스위스 근위대 사령관이고 로셰 대위가 부관이지만, 영화에서는 로셰(리히터로 변경됨)가 스위스 근위대장이다.
- 소설에서 암살자는 BBC 구성원들과 접촉하여 자신의 활동에 대한 보도 방식에 영향을 미치려 하지만, 영화에서는 이 부분이 없다.
- 레오나르도 베트라 캐릭터는 영화에서 실바노 벤티볼리오로 이름이 바뀌었고, 비토리아와 친척 관계가 아니며 사망 장면도 변경되었다.
- 소설에서 비토리아는 랭던의 연인이지만 영화에서는 둘 사이에 애정이 없다.
- 소설에서 카를로 벤트레스카 시종장은 전임 교황의 친아들로 밝혀지지만, 영화에서는 양자이다.[9]
- 영화에서 시종장은 랭던이 전작의 사건에 관여했음을 간단히 언급하지만, 소설에서는 《다빈치 코드》의 사건이 아직 일어나지 않았으므로 이를 언급하지 않는다. 이는 《다빈치 코드》가 《천사와 악마》보다 먼저 영화화되었기 때문이다.
- 책에서 암살자는 중동적 외모를 가졌지만, 영화에서는 덴마크 배우가 연기했다. 영화에서 그는 차량 폭탄으로 사망하지만, 책에서는 산탄젤로성 꼭대기 발코니에서 떨어져 대리석 포탄 더미 위에 등이 부러져 결국 사망한다.
- 소설에서는 비토리아가 납치되지만, 영화에서는 그가 거의 모든 곳에서 랭던과 함께 다닌다.
- 책에서는 네 명의 선호 추기경 모두가 암살자에 의해 살해되고 결국 사베리오 모르타티 추기경이 새 교황으로 선출되지만, 영화에서는 네 번째 선호 추기경인 바지아 추기경이 랭던에 의해 구출되어 새 교황으로 선출된다. 대선거인(영화에서 슈트라우스 추기경으로 이름 변경)은 새 교황의 시종장이 된다.
- 책에서 다섯 번째 낙인은 이전 네 개의 단어를 모두 포함하는 것이지만, 영화에서는 교황직을 상징하는 교차된 열쇠이다.
- 주인공들이 폭탄의 위치를 발견하는 방법이 크게 다르다. 책에서는 시종장이 신의 계시를 받은 척하며 폭탄의 위치를 알려준다. 영화에서는 그가 거꾸로 된 교황의 열쇠로 자신에게 낙인을 찍어 랭던에게 폭탄 위치에 대한 단서를 제공하고, 랭던은 이것이 거꾸로 십자가에 못 박힌 초대 교황 성 베드로에 대한 은유임을 성공적으로 추론한다.
- 책에서 랭던은 시종장의 헬리콥터에 몰래 탑승하고, 반물질 폭발 직전 즉석 낙하산을 사용해 점프한 뒤 티베리나섬에 착륙하며, 이 섬의 신화적 치유력으로 낙하로 인한 부상이 치유된다. 영화에서 랭던은 헬리콥터에 타지 않는다.
- 책의 마지막 장면에서 스위스 근위대원이 선물로 다섯 번째 낙인인 일루미나티 다이아몬드를 랭던에게 건넨다. 영화에서는 새 시종장이 갈릴레오의 책을 랭던에게 건넨다.

### 촬영
2008년 6월 4일, 로마에서 가제 《오벨리스크》로 촬영이 시작되었다. 제작진은 2008년 6월 30일로 예정된 미국 영화배우조합의 파업에 대비해 3주간의 야외 로케이션 촬영을 계획했다. 나머지 영화는 캘리포니아 컬버 시티의 소니 픽처스 스튜디오에서 촬영될 예정이었다. 로마 가톨릭교회 관계자들은 《다빈치 코드》를 불쾌하게 여겨 자신들의 교회에서의 촬영을 금지했기에, 이 장면들은 소니에서 촬영되었다. 카세르타궁은 바티칸 내부를, 안젤리카 도서관은 바티칸 도서관으로 사용되었다. 7월에는 캘리포니아 대학교 로스앤젤레스 캠퍼스에서 촬영이 진행되었다. 소니와 이매진 엔터테인먼트는 친환경적인 촬영을 조직했다. 시간과 연료를 얼마나 절약할 수 있는지에 따라 촬영 장소를 선택했고, 화물 컨테이너를 사용하여 세트 벽이나 그린스크린을 지지했으며, 소품들은 향후 제작을 위해 보관하거나 자선 단체에 기부했다.

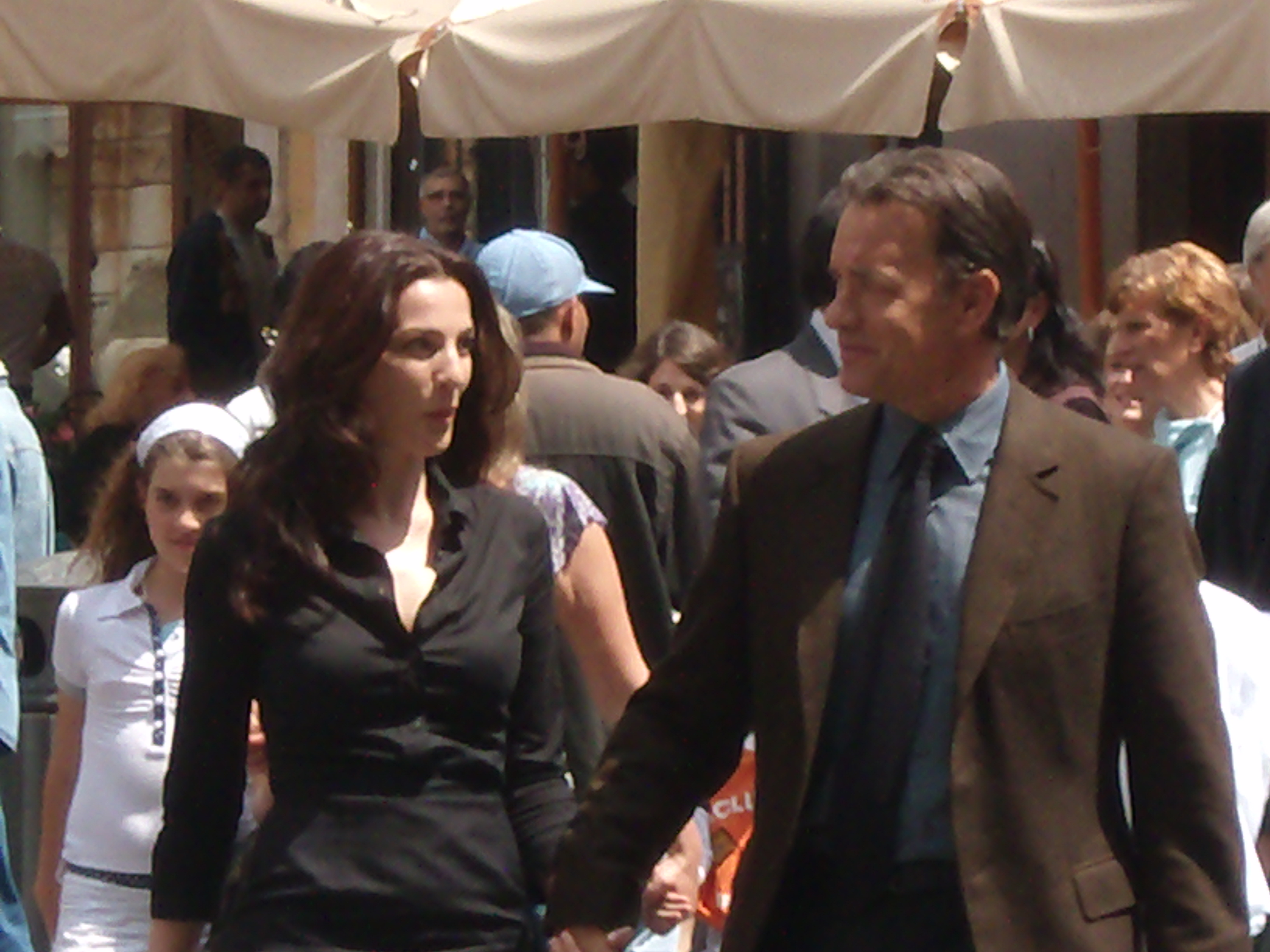
판테온 밖의 아예렛 주러와 톰 행크스

하워드는 작가 조합 파업으로 인해 촬영을 여름까지 미뤄야 했던 것을 싫어했다. 그러나 빠른 촬영 덕분에 그의 이전 영화 《프로스트 VS 닉슨》에서 사용했던 자연주의적 접근을 더욱 다듬을 수 있었고, 종종 핸드헬드 카메라를 사용해 장면에 추가적인 에너지를 불어넣었다.
한 장면 촬영 중 행크스는 호주인 신부 나탈리아 디언리가 제 시간에 결혼식장에 도착할 수 있도록 군중을 뚫고 갈 수 있게 도왔다. 맥그리거는 교황의 장례식 장면이 가장 지루한 촬영 시퀀스였다고 말했는데, 단순히 계단을 오르내리는 것뿐이었기 때문이다. 그러다 "누군가 '보헤미안 랩소디'를 부르기 시작했고, 그것이 장례식의 주제가가 되었다"고 한다.
성 베드로 대성전 내부를 재현할 때, 프로덕션 디자이너 앨런 캐머런과 시각 효과 감독 앵거스 비커튼은 80 피트(24 미터) 높이의 사운드스테이지가 실제 교회 크기의 절반에 불과하다는 것을 알았다. 그들은 성 베드로의 발다키노 주변과 그 아래의 지하 무덤을 재건했고, 나머지 부분은 디지털로 구현하기 위해 360도 그린스크린으로 둘러쌌다. 캐머런은 시스티나 예배당 내부를 가능한 한 많이 촬영하기 위해 20명의 스태프를 일반인으로 가장시켰고, 예술가들에게 사진을 바탕으로 그림과 모자이크를 스케치하고 확대 재현하도록 했다. 캐머런은 시스티나 예배당을 프레스코화 복원 이전의 모습으로 재현하기로 결정했는데, 이는 이전의 그을린 듯한 은은한 색상이 추기경들의 선명한 붉은 의복과 대비를 이루는 것을 선호했기 때문이다. 예배당은 실제 크기로 지어졌지만, 살라 레지아는 스테이지에 맞추기 위해 더 작게 만들어졌다.
성 베드로 광장과 나보나 광장 세트는 같은 야외 촬영장에 지어졌다. 전자의 촬영이 끝난 후, 6주 동안 세트를 개조하여 대성당 쪽을 허물고 분수를 만들기 위해 3.5 피트(1 미터)의 아스팔트를 파냈다. 실제 나보나 광장에서도 촬영이 있었기 때문에, 실제와 복제본 사이의 전환이 매끄러워야 했다. 산타 마리아 델 포폴로 성당의 개보수 중인 모습을 보여주기 위해 실제 성당 맞은편의 로마 경찰서를 외부로 사용했다. 비용 절감을 위해 캐머런은 산타 마리아 델 포폴로의 내부를 산타 마리아 델라 비토리아 성당 재현 세트와 같은 곳에 지었다. 영화 속 산타 마리아 델라 비토리아는 실제보다 크게 만들어져 크레인을 사용할 수 있게 했다. 판테온의 내부를 촬영하기 위해 두 개의 에디쿨라와 라파엘로의 무덤을 30 피트(9 미터) 높이로 실제 크기로 재건했고, 나머지는 그린스크린으로 처리했다. 건물의 대칭적 구조 덕분에 제작진은 이틀 동안 전체 장면을 촬영하고 실제 한쪽을 다시 꾸며 다른 쪽인 것처럼 연출할 수 있었다. 2차 촬영팀은 대형 강입자 충돌기의 사진을 찍어 CERN 장면에 붙여 넣었다.